# Mieczysław Kaczmarek (generał)
Mieczysław Stanisław Kaczmarek (ur. 16 grudnia 1951 r. w Jenińcu, zm. 26 grudnia 2017 w Bytowie) – generał dywizji Wojska Polskiego.

## Wykształcenie
- 1974 – Wojskowa Akademia Techniczna;
- 1977–1980 – Akademia Sztabu Generalnego;
- 1991 – Podyplomowe Studia Operacyjno-Strategiczne w AON;

## Przebieg służby wojskowej
Syn Stanisława i Władysławy. W latach 1970–1974 był słuchaczem Wojskowej Akademii Technicznej.
- 1975–1977 – szef Służby Uzbrojenia i Elektroniki w 64 Dywizjonie Rakietowym Obrony Powietrznej i 22 Dywizjonie Rakietowym Obrony Powietrznej;
- wrzesień 1977 - lipiec 1980 słuchacz Akademii Sztabu Generalnego
- lipiec 1980 – maj 1985 – dowódca 23 Dywizjonu Rakietowego Obrony Powietrznej;
- maj–grudzień 1985 – szef sztabu, z-ca dowódcy 78 pułku artylerii OPK;
- grudzień 1985 – wrzesień 1987 – szef sztabu, z-ca dowódcy 26 Brygady Artylerii OPK;
- 6 października 1987 – grudzień 1991 – dowódca 4 Brygady Artylerii Obrony Powietrznej Kraju im. Obrońców Wybrzeża
- 1991–1992 – dowódca 4 Brygady Rakietowej Obrony Powietrznej;
- 1992 – 30 lipca 1998 – szef sztabu, z-ca dowódcy 2 Korpusu Obrony Powietrznej
- 31 lipca 1998 – 5 czerwca 2001 – z-ca dowódcy 2 Korpusu Obrony Powietrznej;
- 6 czerwca 2001 – 1 lipca 2004 – szef sztabu Wojsk Lotniczych i Obrony Powietrznej[a];
- 1 lipca 2004 – 2006 – szef sztabu Sił Powietrznych[a];
- 2006 na własną prośbę przeniesiony do rezerwy.

Pochowany na cmentarzu przy ul. Poznańskiej 146/148 w Toruniu

## Awanse
- podporucznik – 1974
- generał brygady – 15 sierpnia 2001[4]
- generał dywizji – 15 sierpnia 2005[5]

## Ordery i odznaczenia
- Krzyż Oficerski Orderu Odrodzenia Polski – 2003[6]
- Krzyż Kawalerski Orderu Odrodzenia Polski – 22 czerwca 1998[7]
- Złoty Krzyż Zasługi – 1990
- Srebrny Krzyż Zasługi – 1985